# Silhouettea
Silhouettea es un género de peces de la familia Gobiidae del orden Perciformes. 

## Especies
Se reconocen 9 especies pertenecientes al género:
- Silhouettea aegyptia (Chabanaud, 1933)
- Silhouettea capitlineta J. E. Randall, 2008
- Silhouettea dotui (Takagi, 1957)
- Silhouettea evanida Larson & P. J. Miller, 1986
- Silhouettea hoesei Larson & P. J. Miller, 1986
- Silhouettea indica Visweswara Rao, 1971
- Silhouettea insinuans J. L. B. Smith, 1959
- Silhouettea nuchipunctatus (Herre, 1934)
- Silhouettea sibayi Farquharson, 1970

## Distribución geográfica
Las especies de esta familia pueden ser encontradas desde el Mar Rojo y el Golfo de Suez hasta Japón y Filipinas, pasando por diversas zonas del Océano Índico como las costas de Mozambique, Seychelles y la India.

## Observaciones
Las especies de este género son inofensivas para los seres humanos.